# Kuchnia albańska

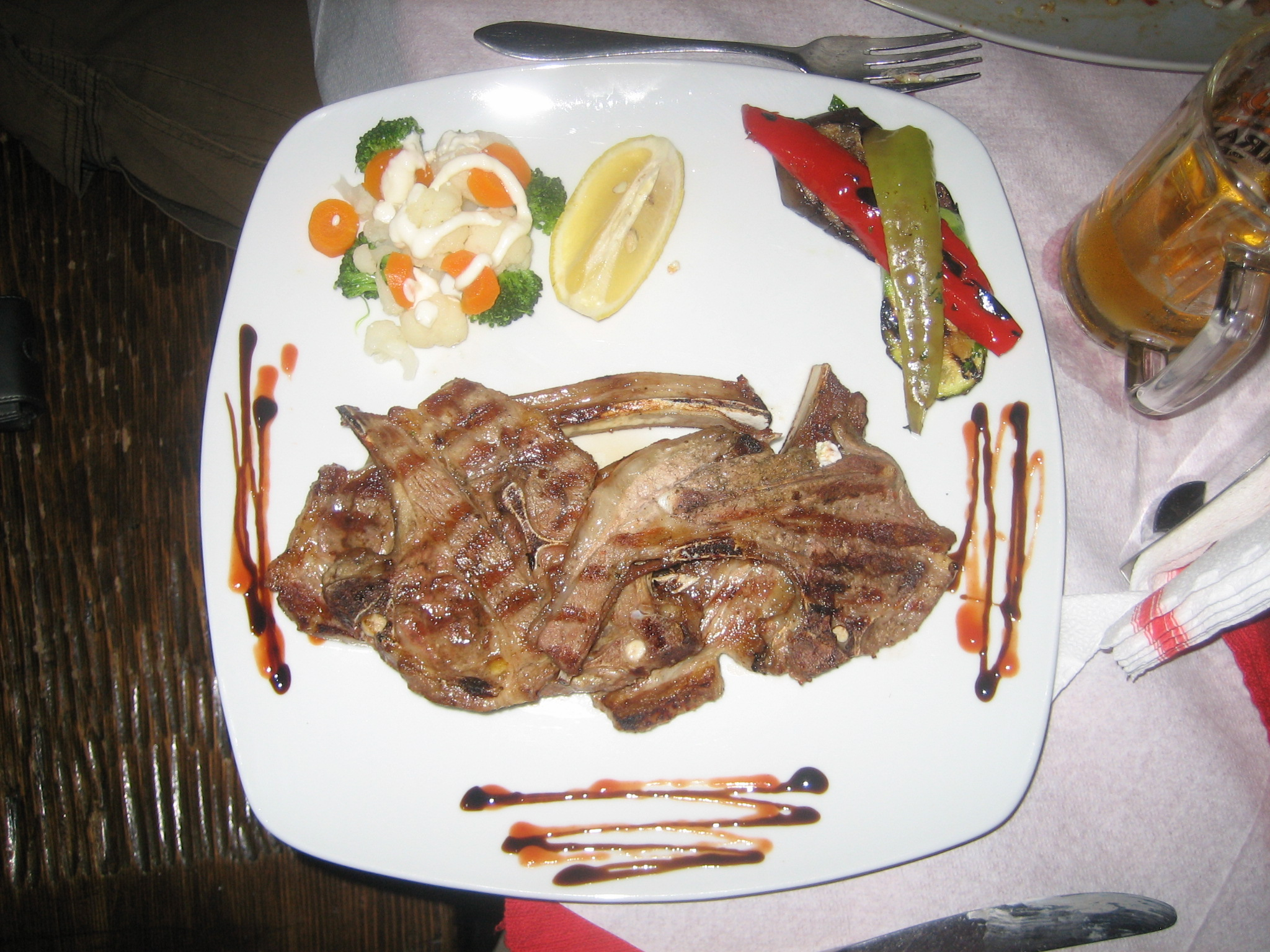
Kotleciki jagnięce w Tiranie

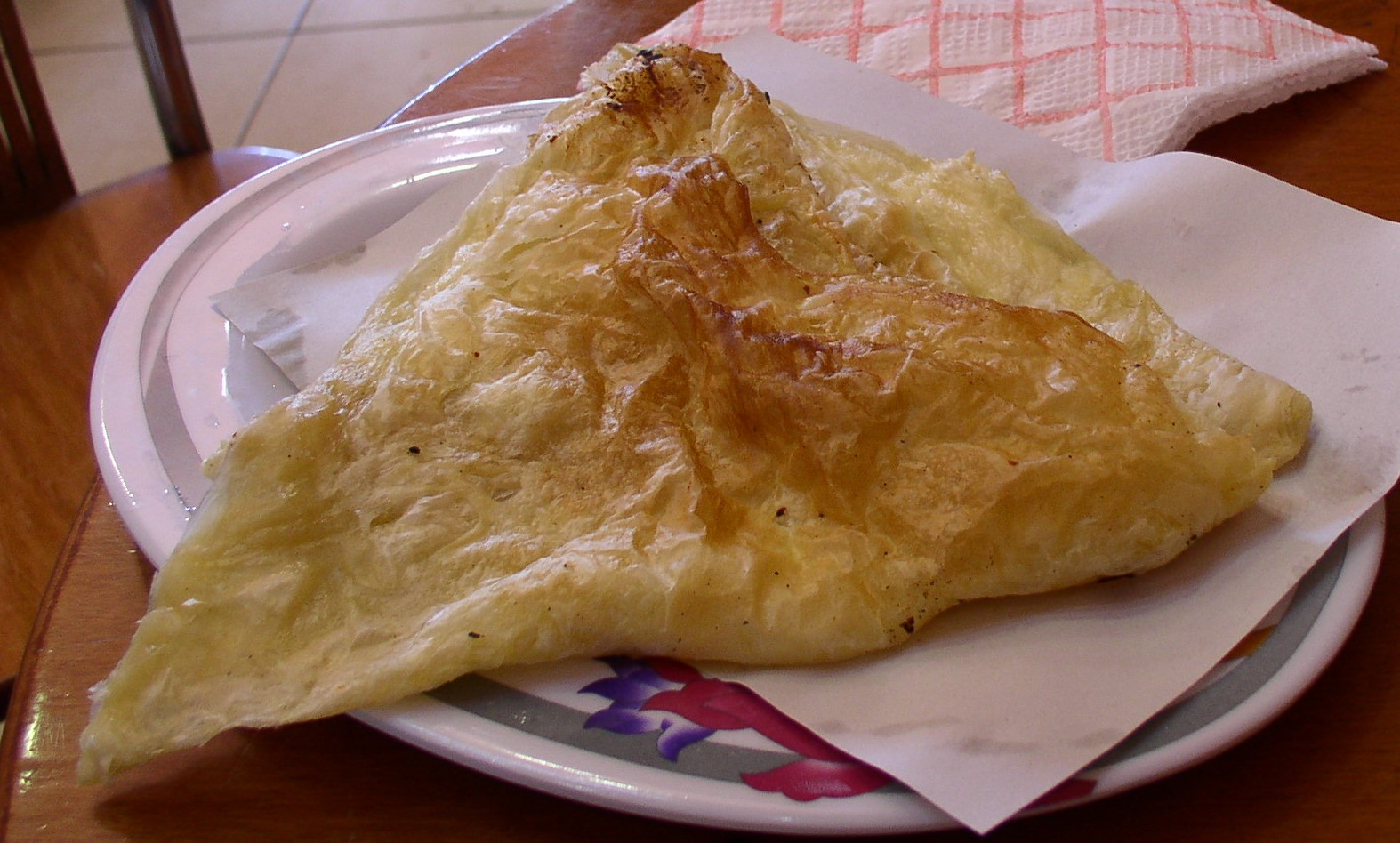
Burek w tirańskim barze

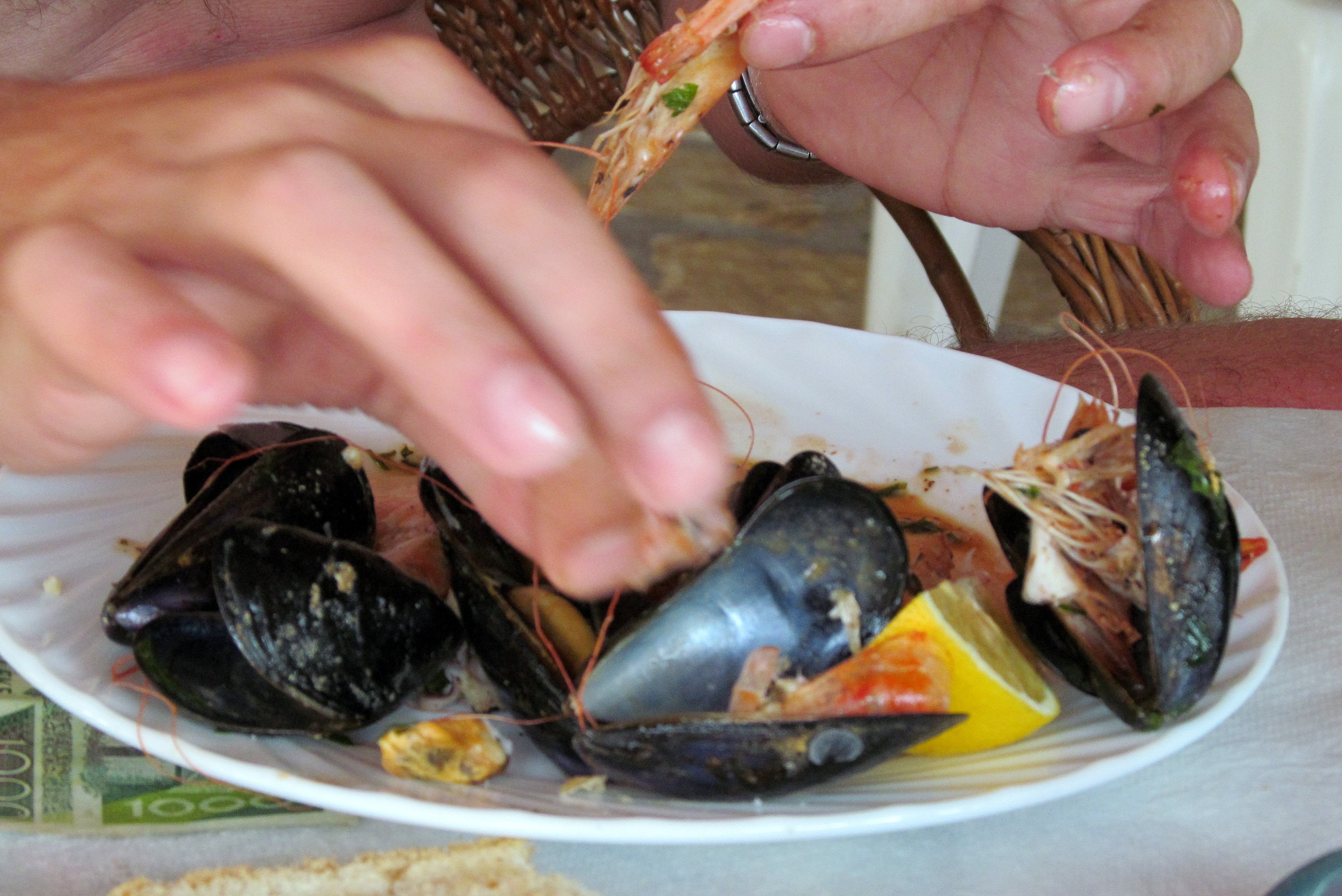
Owoce morza (frutti e detit) w Sarandzie

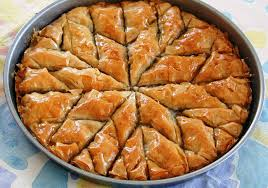
Baklawa albańska

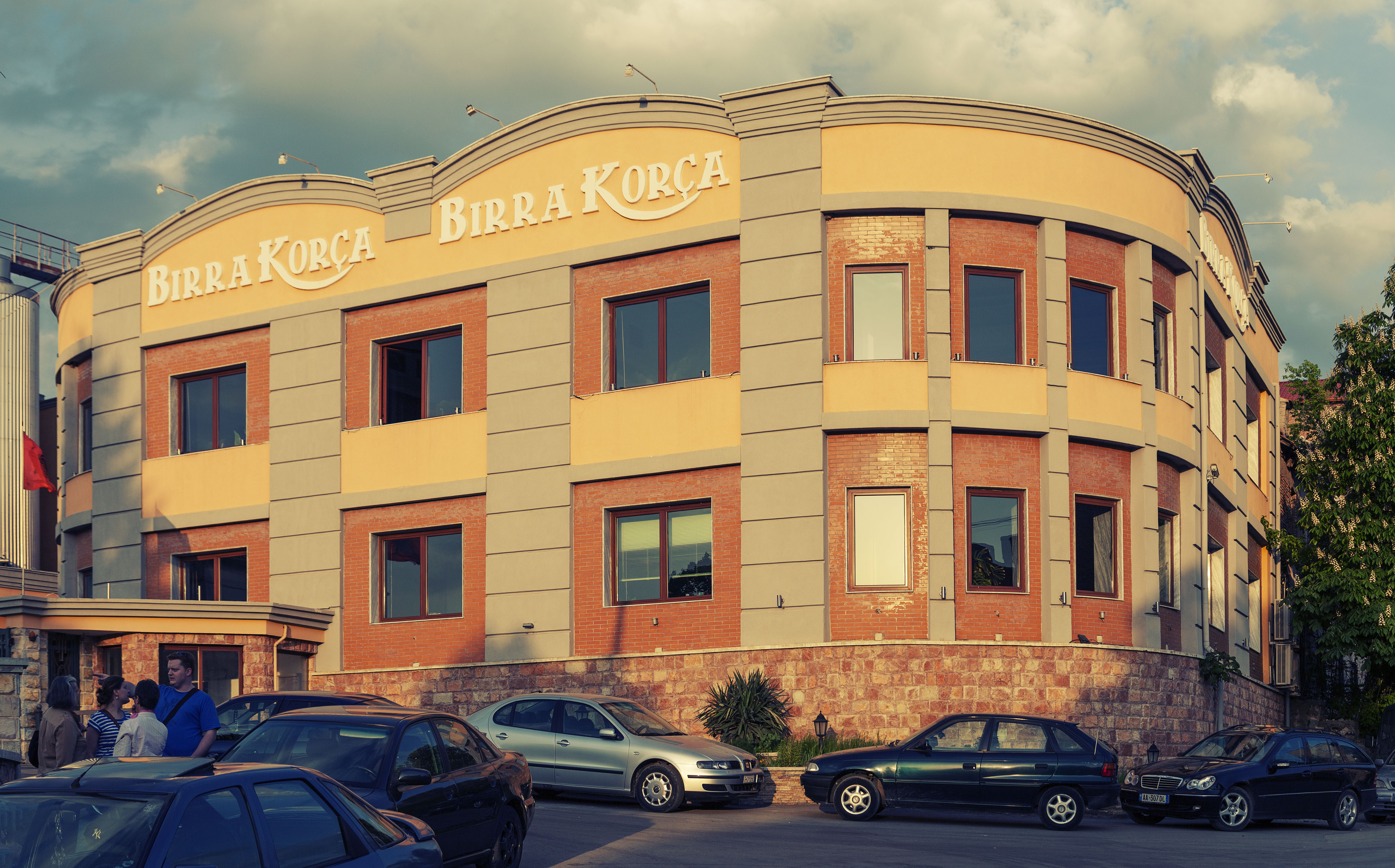
Browar w Korczy

Kuchnia albańska – narodowa kuchnia Albańczyków (Szkiptarów).

## Charakterystyka ogólna
Kuchnia albańska stanowi odłam szerokiej tradycji kulinarnej Bałkanów, zawierając jednak i dania typowe wyłącznie dla niej. Główny posiłek Albańczyków to obiad (najczęściej mięsny), któremu towarzyszą liczne warzywne surówki. Ich podstawą są pomidory, ogórki, papryka, oliwki, polane oliwą, octem winnym i posolone.
Kraj był na ogół ubogi i izolowany, z czego wynika prostota potraw, często wymyślanych doraźnie przez ludzi niezamożnych i biednych, m.in. pasterzy. Stąd w jadłospisie brak dań ekskluzywnych przeznaczonych dla elit. Ze względu na położenie (Morze Adriatyckie) popularne są w nim ryby i owoce morza (frutat e detit).

## Dania charakterystyczne

### Zupy
- supë – miejscowy bulion
- çorba – gęsta zupa mięsno-jarzynowa[1]

### Dania główne
- gjyveç – potrawa mięsno-warzywna (głównie z papryki) z ryżem
- spec i mbushur – faszerowana papryka
- fërgesë – siekana baranina z serem feta i czosnkiem (niekiedy też z pomidorami i papryką)
- qoftë – okrągłe, smażone kotleciki, czasem z serem typu feta – wtedy pod nazwą qoftë të fërguara
- qebap – smażone kotleciki
- byrek – odpowiednik burka, potrawy z ciasta francuskiego z nadzieniem mięsnym
- musaka – mięsna zapiekanka z dodatkiem warzyw, jaj i ziemniaków
- jahni me mish – rodzaj mięsnego gulaszu[1]
- fileta qengji – filet jagnięcy marynowany w oliwie z ziołami, octem i miodem
- małże, krewetki, kalmary – podawane świeże (głównie nad morzem)
- koran – danie z miejscowej odmiany pstrąga[2]

### Dodatki
- pilaf
- tzatziki – świeży sos
- meze – zakąska
- sery djathe i bardhe oraz kaçkaval[2]

### Desery
- baklawa
- chałwa
- revani – bardzo słodkie ciasto zalane syropem, podawane np. do kawy
- kadaif – ciastko z zapiekanego makaronu z orzechami i syropem[1]
- oriz me tamel – pudding ryżowy z mleka owczego[2]

### Napoje
Popularne jest piwo Birra Tirana (jasne, pilzneńskie), produkowane od 1961 oraz piwo z najstarszego w kraju (1928) browaru w Korczy, jak również rakija, pijana bardzo powoli z małych kieliszków. Z bezalkoholowych rozpowszechnionym napojem jest  jogurt kos.